# Lectio difficilior potior
L'espressione latina lectio difficilior potior  (che alla lettera significa "la lezione più difficile è la più forte") è la formulazione di un principio di critica testuale, che fornisce un criterio filologico di valutazione delle difformità di lezione offerte dai diversi testimoni di una medesima tradizione di un testo.

## Enunciazione
Laddove manoscritti differenti di uno stesso testo sono in conflitto su una determinata parola, il termine più insolito è anche, probabilmente, quello più fedele all'originale. Il presupposto è che per i testi giunti attraverso la tradizione manoscritta, i copisti sostituissero più spesso le parole e le espressioni difficili, e i detti inusuali, con quelli più correnti e comuni.
Il fenomeno contrario, cioè la sostituzione di termini ed espressioni più ovvie dell'originale con altre di maggior complessità (che autorizzerebbe da parte dell'editore la scelta della lectio facilior), è ritenuto, secondo questo principio, meno probabile.
È un principio interno alla filologia, indipendente cioè dai criteri di valutazione in cui una particolare lectio viene trovata.

## Storia
Tale principio fa parte di un corpo di criteri stabiliti nel XVIII secolo, nel contesto della battaglia culturale illuminista, orientata a fornire una base neutra per la scoperta dell'Urtext, superando il peso dell'autorità e delle tradizioni.
Il principio, già applicato dai filologi alessandrini nelle loro edizioni dei poemi omerici, venne formulato compiutamente da Johann Albrecht Bengel nel suo Prodromus Novi Testamenti Graeci recte cauteque adornandi (1725) e da lui impiegato concretamente nel suo Novum Testamentum Graecum (1734). Fu poi divulgato da Johann Jakob Wettstein, a cui è spesso impropriamente attribuito.